# Gianluigi Donnarumma
Gianluigi Donnarumma (Castellammare di Stabia, 25. veljače 1999.) talijanski je nogometaš koji igra na poziciji golmana. Trenutačno igra za Paris Saint-Germain.

## Klupska karijera

### Milan
Nogometnu karijeru započeo je u lokalnom klubu ASD Club Napoli 2003. godine. Deset godina kasnije, kao četrnaestogodišnjak, prešao je u Milan za 250 tisuća eura. Za klub je debitirao 25. listopada 2015. u utakmici Serie A u kojoj je Milan pobijedio Sassuolo 2:1. Tada je bio star 16 godina i 242 dana te je time postao drugi najmlađi golman u povijesti talijanskog nogometna koji je igrao u početnom sastavu neke utakmice. Od njega je jedino mlađi bio je Giuseppe Sacchi koji je bio samo 13 dana mlađi kada je igrao svoju prvu utakmice Serie A od prve minute. Sacchi je također debitirao u dresu Milana i to na isti datum, no 73 godina ranije. Donnarumma je tri dana kasnije odigrao svoju prvu utakmicu bez da je primio ijedan gol i to protiv Chieva kojeg je Milan pobijedio s minimalnih 1:0. Zbog svojih nastupa te godine, španjolski Don Balón uvrstio ga je na svoj popis 25 najboljih nogometaša mlađih od 21 godine. S klubom je nastupao u finalu Coppa Italije 2016. u kojem je Juventus pobijedio 0:1. U utakmici protiv Torina odigrane 21. kolovoza 2016., Donnarumma je prvi put obranio penal u svojoj profesionalnoj karijeri. Tada je onemogućio Andrei Belottija da zabije za 3:3 u sudačkoj nadoknadi. Obranivši penal koji je izveo Paulo Dybala, s Milanom je 23. prosinca osvojio superkup pobijedivši Inter Milan 4:3 na penale (prije izvođenja penala bilo je 1:1). tako što je obranio Dana 30. prosinca 2017. Donnarumma je u utakmici protiv Fiorentine (1:1) ostvario svoj 100. nastup te je time postao najmlađi igrač koji je uspio ostvariti 100 nastupa za klub. Utakmicom protiv Napolija koja je završila 15. travnja 2018. bez golova, Donnarumma, tada star 19 godina i 49 dana, postao je najmlađi igrač koji je ostvario 100 nastupa u ligi. Nastupao je u finalu Coppa Italije 2018. u kojem je Milan ponovno izgubio od Juventusa, no ovaj put 4:0. U ožujku 2021. osvojio je nagradu AIC-a za najboljeg golmana Serie A za 2020. te je uvršten u momčad godine Serie A. Također je osvojio nagradu Lega Serie A za najbolje golmana Serie A 2020./21.

### Paris Saint-Germain
Dana 16. lipnja 2021. potpisao je petogodišnji ugovor s Paris Saint-Germainom. Za Paris Saint-Germain debitirao je 11. rujna u utakmici Ligue 1 protiv Clermonta koji je izgubio 4:0. U UEFA Ligi prvaka debitirao je 28. rujna u utakmici grupne faze protiv Manchester Cityja kojeg je Paris Saint-Germain dobio 2:0. Te godine osvojio je Trofej Jašin, godišnju nagradu za najboljeg golmana na svijetu.

## Reprezentativna karijera
Tijekom svoje omladinske karijere nastupao je za selekcije Italije do 15, 17 i 21 godine. Za selekciju do 21 godine debitirao je 24. ožujka 2016. u utakmici protiv Irske koju je Italija dobila 4:1. Tada je bio star 17 godina i 28 dana te je oborio rekord Federica Bonazzolija za najmlađeg debitanta selekcije Italije do 21 godine. Za A selekciju Italije debitirao je 1. rujna zamijenivši Gianluigija Buffona na poluvremenu prijateljske utakmice protiv Francuske od koje je Italija izgubila 3:1. Tada je bio star 17 godina i 189 dana te je postao najmlađi golman s nastupom za A selekciju Italije. Dana 28. ožujka 2017., kada je bio star 18 godina i 31 dan, postao je najmlađi golman koji je bio član početne postave Italije i to u utakmici protiv Nizozemske koju je Italija pobijedila 1:2. Na odgođenom Europskom prvenstvu 2020. debitirao je 11. lipnja 2021. kada je Italija porazila Tursku 3:0. U finalu protiv Engleske u kojem je rezultat nakon produžetaka bio 1:1, pucali su se penali. Donnarumma je uspio obraniti dva penala, uključujući i odlučujući penal koji je donio Italiji pobjedu. Zbog svojih nastupa na ovom natjecanju na kojem je u sedam utakmicama primio četiri gola, odigrao tri utakmice bez primljenog gola te ostvario devet obrana, dobio je od UEFA-e nagradu za najboljeg igrača turnira te je tako postao prvi golman kojem je dodijeljeno to priznanje. Prvi put je bio kapetan Italije 10. listopada 2021. u utakmici za treće mjesto UEFA Lige nacija 2020./21. u kojoj je Belgija poražena 2:1.Time je postao najmlađi kapetan Italije od 1965. kada je kapetan bio Gianni Rivera. Bio je kapetan Italije na Europskom prvenstvu 2024. U posljednjoj utakmici grupne faze koja je odigrana 24. lipnja protiv Hrvatske s kojom je Italija igrala 1:1, Donnarumma je obranio penal Luki Modriću. Zahvaljujući tom remiju, Italija je završila na 2. mjestu u skupini te je u osmini finala ispala 2:0 od Švicarske.

## Priznanja

### Individualna
- Najbolji igrač Europskog prvenstva: 2020.[31]
- Član najbolje momčadi Europskog prvenstva: 2020.[38]
- Trofej Jašin: 2021.[23]
- Najbolji golman svijeta prema izboru IFFHS-a: 2021.[39]
- Najbolji golman svijeta prema izboru Globe Soccer Awardsa: 2021.[40]
- FIFA FIFPro World11: 2021.[41]
- IFFHS Men's World Team: 2021[42]
- Rivelazione dell'anno (La Gazzetta dello Sport): 2016.[43]
- Goal.com NxGn: 2017.[44]
- Talijanski zlatni dječak: 2019.[45]
- Član momčadi godine Serie A prema izboru AIC-a: 2019./20.,[18] 2020./21.[46]
- Golman godine Serie A prema izboru AIC-a: 2020.,[18] 2021.[46]
- Najbolji golman Serie A: 2020./21.[19]
- Golman godine Ligue 1: 2021./22.,[47] 2023./24.[48]
- Član momčadi godine Ligue 1: 2021./22.,[49] 2023./24.[50]

### Klupska
Milan
- Supercoppa Italiana: 2016.[13]

Paris Saint-Germain
- Ligue 1: 2021./22.,[51] 2022./23.,[52] 2023./24.,[53] 2024./25.[54]
- Coupe de France: 2023./24.[55]
- Trophée des Champions: 2022.,[56] 2023.,[57] 2024.[58]

### Reprezentativna
Italija
- Europsko prvenstvo: 2020.[30]
- UEFA Liga nacija (3. mjesto): 2020./21.,[59] 2022./23.[60]

## Vanjske poveznice
- Profil, FootballDatabase.eu
- Profil, FICG.it